# Euderus pempheriphila
Euderus pempheriphila is een vliesvleugelig insect uit de familie Eulophidae. De wetenschappelijke naam is voor het eerst geldig gepubliceerd in 1937 door Ayyar & Mani.